# Wreck of the Hesperus
Wreck of the Hesperus ist eine 2004 gegründete irische Funeral-Doom-Band aus Dublin.

## Geschichte
Wreck of the Hesperus wurde im Januar 2004 von Ray „R Mongo“ Keenaghan, Andy „AC Rottt“ Cunningham und Cathal „Count Rodge“ Rodgers gegründet. Rodgers und Keenaghan wuchsen gemeinsam in einer irischen Kleinstadt auf. Nachdem Keenaghan zum Studium nach Dublin gezogen war, hielten beide, mit dem Anliegen eine gemeinsame Band zu gründen, Kontakt. Sie hatten zuvor bereits gemeinsam in unterschiedlichen Metal-Bands gespielt. In Dublin lernte Rodgers, der in einem Metalgeschäft arbeitete, Cunningham als Kunden kennen. Inspiriert von Cunninghams Musikgeschmack lud er diesen zu ersten gemeinsamen Jamsessions ein. Der Bandname geht sowohl auf das gleichnamige Gedicht von Henry Wadsworth Longfellow, sowie auf ein daran angelehnte irische Redewendung, welche auf einen schlechten Gesundheitszustand anspielt, zurück. Beide Bedeutungen entsprachen, nach Cunningham, dem von der Band angestrebten musikalischen Ausdruck von „etwas verdammten und zerfallendem.“
Im Sommer 2004 veröffentlichte das Trio eine erste Demo-EP Terminal Dirge im Selbstverlag. Nach einer weiteren Demo-EP, beging die Band Konzerte in Dublin, Belfast, und Cork, trat auf irischen und niederländischen Doom-Festivals auf und absolvierte kleine Tourneen mit Thee Plague of Gentlemen und Officium Triste. Weitere Auftritte auf Festivals oder als Vorgruppe für Khanate, Reverend Bizarre, Nadja, Mayhem und Altar of Plagues gestaltete die Band in den darauf folgenden Jahren.
Im Oktober 2006 erschien das Debütalbum The Sunken Threshold über das auf extreme Doom-Gruppen spezialisierte britische Independent-Label Aesthetic Death Records. Das Album wurde von Kritikern unterschiedlich bewertet. Während es auf Musikreviews.de als „zu lose und fragmentarisch“ bezeichnet wurde, wurde die Gruppe auf Zware Metalen als „herrlicher Topf Verderbnis“ umschrieben. Dem Debütalbum folgten einige experimentelle sowie einige Split-Veröffentlichungen, die zum Teil im Selbstverlag und zum Teil über kleine Independent-Labels erschienen.
Im Jahr 2011 erschien, erneut via Aesthetic Death Records, mit Light Rotting Out das zweite Studioalbum von Wreck of the Hesperus. Auch dieses Album polarisierte bei Rezensenten. Während das Album auf Metalglory als „zu angestrengt und monoton“ bezeichnet wurde, wurde es auf Metal Sucks als eines der ambitioniertesten Werke des Funeral Doom umschrieben. Viele Rezensenten verwiesen indes darauf, dass Light Rotting Out als  „grenzwertig“ zu betrachten sei und „eher Randgruppen ansprechen dürfte.“ In den Jahren 2013 und 2014 gab die Band über das selbst gegründete Label Fort Evil Fruit Kompilationen im Kassettenformat heraus. Das dritte Studioalbum Sediment erschien erstmals im Jahr 2016 als digitaler Release über das irische Label Existentiell. Eine physische Veröffentlichung blieb vorerst aus.

## Stil
Der Stil von Wreck of the Hesperus wird als brachiale Mischung aus Funeral Doom mit Einflüssen aus dem Sludge und einer dem Black Metal entlehnten Atmosphäre beschrieben. Als Einflussfaktoren auf den Klang nennt Cunningham Reverend Bizarre, den Anfang der 2000er Jahre populären Doom Metal, sowie die Gruppe Autopsy. In Rezensionen werden Vergleiche mit Interpreten des Sludge, des Funeral Doom und des Post-Metals zur Umschreibung der Musik bemüht. Die Seite Zware Metalen zieht Parallelen zu Grief und Khanate, das Amboss Magazine hingegen zu Walk Through Fire und Metal Sucks wiederum zu Loss.
Die Produktion wird als roh umschrieben und als „Old-School Underground“ bezeichnet. Der Gesang bestünde aus „kehlige[m] […] Gegrowle“, das gelegentlich als, dem frühen Black Metal nahes, Krächzen bezeichnet wird. Das Schlagzeugspiel gilt als reduziert, zum Teil gar als fragmentiert sowie als besonders scheppernd, hart und intensiv. Komplettiert würde der Klang durch den „zerrendem Bass und tief dissonant riffenden Gitarren“. Als Besonderheit des musikalischen Konzeptes wird der Einsatz von abrupt unterbrechender Stille in den jeweiligen Stücken benannt. Laut Metal Sucks halten diese eingearbeiteten Stille-Sequenzen den Hörer in Unbehagen und Ungewissheit.

## Diskografie
- 2004: Terminal Dirge (CDr-EP, Eigenvertrieb)
- 2005: Eulogy for the Sewer Dwellers (CDr-EP, Eigenvertrieb)
- 2006: The Sunken Threshold (Album, Aesthetic Death Records)
- 2008: The Dilapidated Sky (ltd. MC, Bubonic Doom)
- 2008: Rotism (CDr-EP, Idrone Park)
- 2008: Wreck of the Hesperus / De Novissimis (Split-EP mit De Novissimis, Stitchy Press)
- 2009: Mourning Beloveth / Wreck of the Hesperus (Split-EP mit Mourning Beloveth, Sentinel Records)
- 2010: Dungeon Floor (CDr-Single, Eigenverlag)
- 2011: Light Rotting Out (Album, Aesthetic Death Records)
- 2012: Terminal Eulogy (MC-Kompilation, Fort Evil Fruit)
- 2014: Long Streak of Misery (MC-Kompilation, Fort Evil Fruit)
- 2016: Sediment (Album, Existentiell Records)